# Методи Матакиев
Методи Димитров Матакиев е водещ български хоров и оперно-симфоничен диригент

## Биография
Роден е на 7 юли 1949 г. в София в семейство на лекари. Завършва музикалното училище „Любомир Пипков“, като изявен обоист, а след това и хорово дирижиране в Музикалната академия „Панчо Владигеров“ в класа на Самуил Видас през 1973 г.
Десет години по-късно специализира оперно-симфонично дирижиране при проф. Карл Остерайхер във Виена. Дирижирал е Българската хорова капела „Светослав Обретенов“, Софийската опера, бил е главен диригент на Русенската опера.
От 1998 г. е диригент в Българското национално радио (БНР), където е и главен диригент на смесения хор на БНР.
Многобройни са записите му в музикалния фонд на БНР. Репертоарът му се състои от 25 опери, кантати, оратории и симфонии. Записите му включват „Лоенгрин“, „Тоска“, „Набуко“, „Реквием“ на Моцарт, изпълнения на певците Дарина Такова, Никола Гюзелев, Калуди Калудов и др.
През 1996 г. е диригент постановчик на операта „Турандот“ в Софийска опера, чиято премиера е с участието на Гена Димитрова.
Преподава хорово дирижиране в НМА „Панчо Владигеров“, води курс по оперно дирижиране в Карлови Вари в Чехия.
Умира на 19 юли 2010 г.

## Признание и награди
Награден е с „Кристална лира“ от Съюза на музикални и танцови дейци през 2001 г., а през 2011 г. получава (посмъртно) наградата за цялостно творчество „Музикант на годината 2010“ на БНР програма Хоризонт.

## Държавна сигурност
Нещатен сътрудник на Държавна сигурност.